# Sam's Big Rooster
| Recensione | Giudizio |
| ---------- | -------- |
| AllMusic   | [ 1 ]    |

Sam's Big Rooster è un album discografico a nome della The Savoy-Doucet Cajun Band, pubblicato dalla casa discografica Arhoolie Records nel 2000.

## Tracce
1. Sam's Big Rooster (Le gross guime a Sam) – 3:56 (Marc Savoy)
2. Be Careful, You're Breaking My Heart (Attention, c'est mon coeur qui va casser) – 4:14 (Aldus Roger)
3. Two Step pour Milton Adams – 3:41 (Marc Savoy)
4. She Maid Me Lose My Mind – 3:13 (Marc Savoy)
5. Mardi Gras Jig – 6:03 (Aldus Roger)
6. Duralde – 3:40 (Iry LeJeune)
7. Les culottes a Lollypop (Lollypop's Underwear) – 2:37 (Gérard Dòle)
8. J.B.'s Waltz – 2:52 (Ann Savoy, Marc Savoy)
9. Si tu veux amuser (If You Want to Have Fun) – 2:50 (Ann Savoy, Marc Savoy)
10. La bonne vie (The Good Life) – 4:29 (Ann Savoy, Marc Savoy)
11. Alton's Two Step – 2:36 (Tradizionale)
12. La valse d'evia – 4:18 (Tradizionale)
13. Party Girl's Blues – 2:32 (Ann Savoy)
14. Jolie bassette – 3:40 (Canray Fontenot)
15. Doc Guidry Medley – 3:27 (Michael Doucet)
16. Un tramp sur la rue (The Tramp on the Street) – 4:50 (Tradizionale)
17. Hop, Skip, and Jump – 4:14 (Marc Savoy)
18. C'etait dessus un triste Samedi (It Was on a Sad Saturday) – 2:11 (Ann Savoy)
19. Amédé Two Step (Two Step pour Amadee Ardoin) – 6:40 (Marc Savoy)

## Musicisti
- Marc Savoy - accordion
- Michael Doucet - fiddle
- Ann Savoy - chitarra

Musicisti aggiunti
- Joel Savoy - fiddle, basso
- Tina Pilione basso
- Anthony Daigle - basso
- Doug Lohman - basso
- Paul Paughridge - batteria

Note aggiuntive
- The Savoy-Doucet Cajun Band - produttori
- Chris Strachwitz - produttore esecutivo
- Registrazioni effettuati presso lo studio-abitazione di Marc ed Ann Savoy nei dintorni di Eunice (Louisiana)
- Joel Savoy - ingegnere delle registrazioni
- Anthony Daigle - mixaggio
- Michael Cogan - masterizzazione
- Morgan K. Dodge - grafica e design album
- Phil Gould - fotografie[2][3]